# WikiLeaks' offentliggørelse af korrespondance fra amerikanske ambassader
WikiLeaks offentliggørelse af korrespondance fra amerikanske ambassader (også benævnt Cable gate) begyndte den 28. november 2010 på websitet WikiLeaks, da websitet offentliggjorde en række fortrolige dokumenter, der var sendt fra amerikanske ambassader og konsulater til det amerikanske udenrigsministerium. Offentliggørelsen af ambassadernes rapporter var den tredje større masseoffentliggørelse foretaget af WikiLeaks i 2010, og efterfulgte offentliggørelsen i juli 2010 af dokumenter om Krigen i Afghanistan og i oktober 2010 dokumenter om Krigen i Irak

## Første offentliggørelse
Offentliggørelsen af de første af de 251.287 dokumenter skete den 28. november 2010 og fandt sted med samtidig pressedækning i aviserne/magasinerne El País i Spanien, Le Monde i Frankrig, Der Spiegel i Tyskland, The Guardian i England og The New York Times i USA. 

## Offentliggørelse i Norden
Den svenske freelance-journalist Johannes Wahlström kom i forbindelse med Julian Assange, da WikiLeaks-organisationen i 2008 havde overvejelser om at flytte til Sverige. Han er nu Wikileaks kontaktperson i Norden og har fået adgang til samtlige 251.287 telegrammer og videreformidlet dele af dem til Sveriges Television, Aftonbladet og Svenska Dagbladet. I Norge har han givet Aftenposten adgang til alle telegrammere, og herfra har danske Politiken fået en aftale, der kom i stand i julen 2010, og som indebærer, at avisen er fri til at søge i samtlige telegrammer – som ligger på en computer uden adgang til internettet i Aftenpostens lokaler i Oslo. 

### Sverige
Programmet Dokument Inifrån i Sveriges Television sendte den 5. december 2010 dokumentar-programmet "De hemliga telegrammen". Her blev det afsløret, at der har været et uformelt samarbejde om informations-udveksling mellem Sverige og USA. Dette samarbejde, som embedsmænd, der repræsenterede Sveriges regering, skal have erklæret (under et møde om et eventuelt formaliseret samarbejde i form av en aftale med Sverige om udlevering af oplysninger til Terrorist Screening Center), at de hellere ville bevare uformelt, eftersom Riksdagen ellers ville få kendskab til samarbejdet, noget som antoges at have kunnet bringe den i fare. Medlem af Riksdagen og formand for justits-udvalget Morgan Johansson kommenterede afsløringen med, at hvis oplysningerne stemmer, kan det vise sig at være et brud på Sveriges grundlov og føre til justitsminister Beatrice Asks afgang.

## Reaktioner
Reaktionerne på offentliggørelsen spændte fra fordømmelse fra en række vestlige regeringer til støtte og intens interesse fra dele af offentligheden, analytikere og presse. 

## Eksterne links
- WikiLeaks Secret US Embassy Cables Arkiveret 6. december 2010 hos  Wayback Machine. WikiLeaks.

| Anime eller manga | Spire Denne artikel om medie og kommunikation er en spire som bør udbygges. Du er velkommen til at hjælpe Wikipedia ved at udvide den. |